# Motjeka Madisha
Motjeka Modisha (Pretoria, 12 giugno 1995 – Kempton Park, 12 dicembre 2020) è stato un calciatore sudafricano, di ruolo difensore, scomparso nel 2020 all'età di 25 anni in un incidente stradale.

## Palmarès

### Club

#### Competizioni internazionali
- CAF Champions League: 1
- Mamelodi: 2016